# Schmuck Erzsébet
Schmuck Erzsébet (Nagykáta, 1954. február 19. –) magyar politikus, közgazdász, környezetvédelmi aktivista, 2014-től 2022-ig a Lehet Más a Politika országgyűlési képviselője. 1989 és 2002 között a Magyar Természetvédők Szövetsége egyedüli, 2004 és 2008 között, valamint 2010-től társelnöke. 2002 és 2003 között a Környezetvédelmi és Vízügyi Minisztérium nemzetközi kapcsolatokért felelős helyettes államtitkára. 2016 szeptemberétől 2017 februárjáig az LMP frakcióvezetője, 2019–2024 között kilépéséig az LMP társelnöke.

## Életpályája
1972-ben érettségizett a budapesti Szerb Antal Gimnáziumban, majd felvették a Marx Károly Közgazdaságtudományi Egyetem elméleti gazdaságpolitika szakára, ahol 1977-ben szerzett közgazdász diplomát. Ezt követően a MÁV budapesti igazgatóságán kezdett el bérgazdálkodóként dolgozni. 1979-ben átkerült a KISZ állományába, ahol először gazdaságpolitikai munkatársként, majd 1984 és 1989 között az Ifjúsági Környezetvédelmi Tanács titkáraként dolgozott. 1984-ben védte meg egyetemi doktori disszertációját.
1989-ben egyik megalapítója a Magyar Természetvédők Szövetségének (MTVSZ), amely számos zöldmozgalmi szervezet részvételével alakult. Tisztségét 2002-ig töltötte be, majd 2004 és 2008 között ismét az MTVSZ vezetője lett, társelnökként. Emellett 1994-től a Közép- és Kelet-európai Nem Kormányzati Szervek Hálózata a Biodiverzitás Megőrzéséért nevű nemzetközi zöld szervezet titkára volt. 1996-tól az Európai Környezetvédelmi Iroda elnökségi tagjává választották, 2000 és 2006 között a szervezet alelnöki tisztét töltötte be. Három ciklusban (1997–1998, 1999–2000, 2006–2007) az Országos Környezetvédelmi Tanács elnökhelyettese volt.

### Közéleti pályafutása
Számos zöld, illetve ökopolitikai párt megalapításában vett részt. Először 1989-ben a Zöldpárt, később a Zöld Alternatíva alapító tagja, illetve 1994 és 1996 között társelnöke volt. Utóbbi párt képviseletében volt az Agrárszövetség országgyűlési képviselőjelöltje az 1994-es választáson. 2002-ben a Környezetvédelmi és Vízügyi Minisztérium EU-integrációért és nemzetközi kapcsolatokért felelős helyettes államtitkárává nevezték ki, tisztségét 2003-ig viselte. 2008-ban az Országgyűlés Nemzeti Fenntartható Fejlődési Tanácsa titkára lett főosztályvezetői beosztásban. Pozícióját 2010-ig töltötte be, ekkor visszatért az MTVSZ-hez.
2009-ben a Lehet Más a Politika (LMP) egyik alapító tagja lett, 2012-ben rövid ideig a párt országos választmányának titkáraként tevékenykedett. 2012 és 2015 között az LMP alapítványa, az Ökopolisz Alapítvány társelnöke volt Róna Péterrel közösen. A 2014-es országgyűlési választáson a párt országos listájának 5. helyezettjeként szerzett mandátumot. 2015-ben a frakció helyettes vezetőjévé választották. 2016 szeptemberében megválasztották az LMP frakcióvezetőjének.
2017 januárjában bejelentette, hogy február 16-i hatállyal lemond az LMP parlamenti frakciójának vezetéséről.
A 2018-as magyarországi országgyűlési választáson az LMP képviselőjelöltjeként Budapest 14. OEVK-ben 5% alatti eredményt ért el, ami több volt, mint amennyivel az MSZP-Párbeszéd jelöltje, Lukoczki Károly elmaradt a Fidesz győztes jelöltjétől, Dunai Mónikától. Schmuck Erzsébet az LMP országos listájának 4. helyéről jutott be a parlamentbe.
A 2021-es magyarországi ellenzéki előválasztáson Nagykátán, a Pest megyei 9. sz. országgyűlési egyéni választókerületben egyedüli jelöltként indult és győzött, ám a 2022-es magyarországi országgyűlési választáson mindössze a szavazatok 28,65%-át érte el, így súlyos vereséget szenvedett a Fidesz-KDNP jelöltje, Czerván György ellenében.
2024. augusztus 24-én kilépett az LMP-ből, indoklása szerint azért, mert Ungár Péter vezetése alatt a párt elvesztette ellenzéki és zöldpolitikai arculatát.

## Művei
- Tizenöt év a természet megőrzéséért. A Magyar Természetvédők Szövetsége 15 éve és ennek tükrében a hazai környezetvédő mozgalom fejlődése; szerk. Schmuck Erzsébet, Sallai R. Benedek; MTSZ, Bp., 2005
- Jövőkereső. A Nemzeti Fenntartható Fejlődési Tanács jelentése a magyar társadalomnak; fel. szerk. Schmuck Erzsébet; NFFT, Bp., 2010